# Pavlovići (Kakanj, BiH)
 Pavlovići su naseljeno mjesto u općini Kakanj, Federacija Bosne i Hercegovine, BiH.

## Povijest
Tijekom bošnjačko-hrvatskog sukoba, poslije sloma slabo naoružanih i izoliranih mjesnih hrvatskih snaga 13. lipnja 1993. pripadnici Armije BiH opljačkali su i uništili područnu katoličku crkvu u Pavlovićima, a Hrvate katolike protjerali. U Pavlovićima se nalazi groblje s kapelicom sv. Ante.

## Stanovništvo
Nacionalni sastav stanovništva 1991. godine, bio je sljedeći:
ukupno: 344
- Hrvati - 327
- Muslimani - 1
- Srbi - 1
- ostali, neopredijeljeni i nepoznato - 5

### 2013.
Nacionalni sastav stanovništva 2013. godine, bio je sljedeći:
ukupno: 12
- Hrvati - 12